# Louis Cottier
Louis Cottier (Carouge, 28 settembre 1894 – Carouge, 16 settembre 1966) è stato un artigiano e orologiaio svizzero, inventore dell'orologio ad ora universale (world time) che permette di avere, contemporaneamente a quello del luogo, l'orario corrispondente in vari paesi.
La famiglia Cottier annovera, oltre ai celebri artigiani orologiai, anche un importante componente: il figlio di Louis Cottier, il cardinale Georges Marie Martin Cottier, O.P., Pro-Teologo della Casa Pontificia.

## Biografia

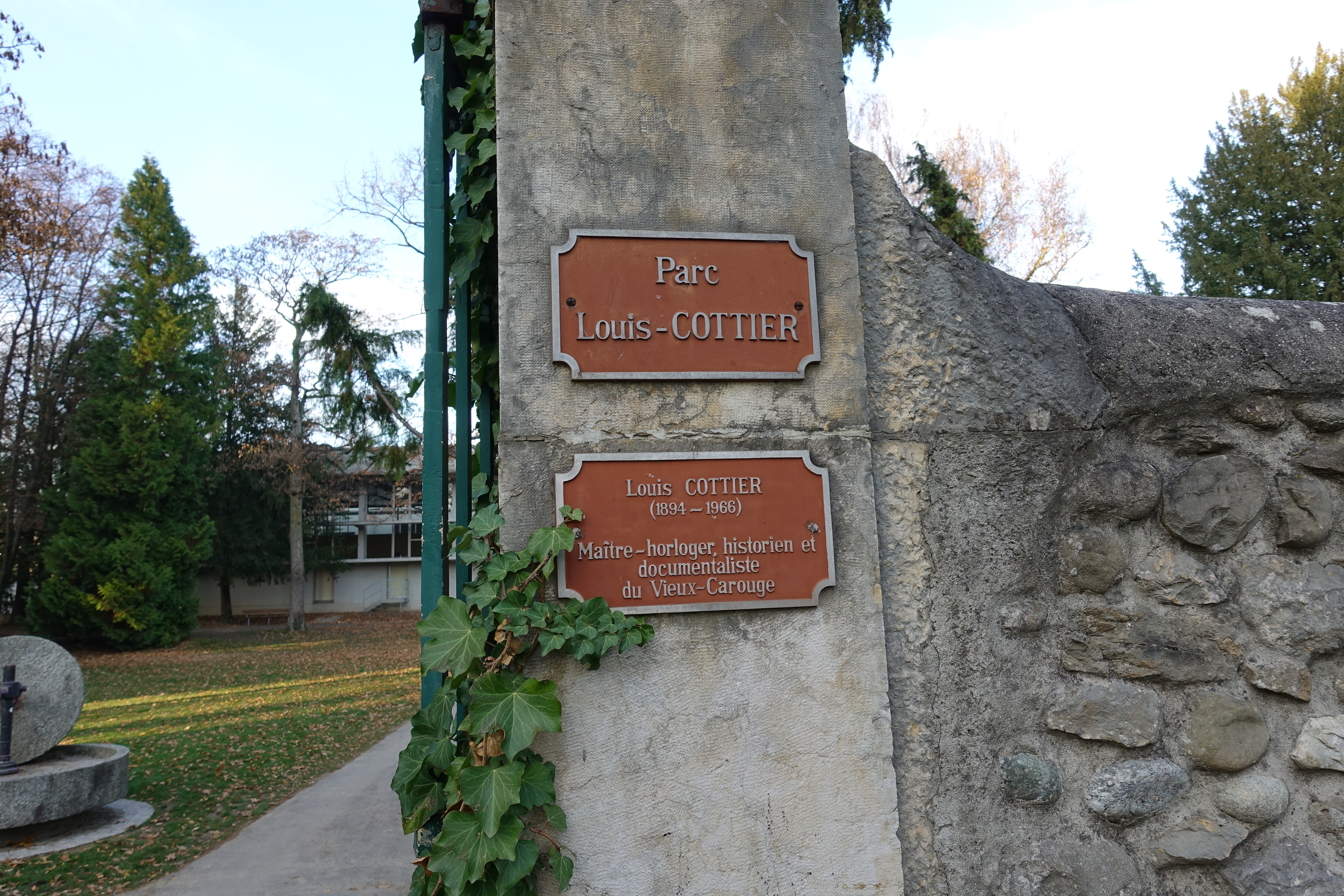
Il Parco Louis Cottier a Carouge

Figlio di Emmanuel Cottier, maestro orologiaio abile costruttore di orologi ed automi nel suo laboratorio di rue Saint Victor, Louis ereditò dal padre la passione per i meccanismi ad orologeria, per la musica meccanica che ebbe modo di applicare a certi suoi famosi automi riproducenti il canto degli uccelli.
Studiò a Ginevra nella locale scuola di orologeria in rue Necker ed evidenziò, ancora molto giovane, uno spiccato talento per il restauro di orologi d'epoca tanto che Alfred Chapuis, storico dell'orologeria, lo consigliò a Hans Wilsdorf, fondatore della Rolex, come manutentore della sua collezione di orologi antichi.
Lavorò come capo artigiano in varie fabbriche locali di orologi sino a quando il sopraggiungere in Europa della Grande depressione costrinse le aziende a chiudere.
Rimasto senza lavoro, Cottier impiantò un piccolo laboratorio, dove svolse la sua opera di fabbricante di orologi per tredici anni, nel retrobottega del negozio di cartoleria gestito dalla moglie a Carouge.

### Il World Time
Nel 1931 Cottier costruì il primo World Time che attirò subito l'interesse di grandi e famose case come Agassiz, Rolex, Vacheron Constantin e Patek Philippe & Co. che commissionarono al maestro vari pezzi.

#### Il funzionamento
Ad un consueto orologio con le due lancette segnanti le ore e i minuti è stato aggiunto un anello sul quadrante indicante i 24 fusi orari internazionali simboleggiati da numeri arabi. L'anello che gira in senso orario compie una rotazione completa in 24 ore permettendo di leggere l'ora delle città indicate sui corrispondenti fusi orari in coincidenza con l'ora indicata nel quadrante interno dell'orologio.

### I pezzi più famosi
Nel 1937 per il marchio Patek Philippe Cottier costruì il più piccolo orologio da polso del mondo ad ora universale.
Nel 1946 notabili ginevrini ordinarono a Cottier la manifattura di quattro orologi ad ora universale che furono donati, come ringraziamento agli Alleati per la fine della Seconda guerra mondiale, a Winston Churchill, al Presidente Harry Truman, a Stalin e al generale De Gaulle. Un quinto orologio world time da scrivania fu donato alla vedova del presidente USA Franklin Delano Roosevelt.
Nonostante la fama crescente nel mondo dell'orologeria, Cottier è rimasto modestamente impegnato sino alla fine, il 16 settembre 1966, al suo banco di lavoro dove ha creato negli anni meccanismi innovativi con una media di 13 pezzi all'anno per complessivi 455 orologi ad ora universale, ciascuno dei quali è riconoscibile, indipendentemente dalla marca, come creato da lui poiché la lancetta delle ore è fatta rigorosamente a mano con caratteristiche uniche.
Un parco della cittadina di Carouge è intitolato al suo nome e il suo laboratorio è stato inserito nel locale museo dell'orologeria.